# Melanagromyza purpurea
Melanagromyza purpurea är en tvåvingeart som beskrevs av Spencer 1959. Melanagromyza purpurea ingår i släktet Melanagromyza och familjen minerarflugor. Inga underarter finns listade i Catalogue of Life.